# La Acequia
La Acequia es un canal situado en Cataluña (España) y va del municipio de Balsareny al parque de la Aguja, Manresa.

## Descripción
En 1339 se inició su construcción para terminarla en 1383. Tiene una longitud de 26,7 km, un desnivel de 10 m y un caudal de 1 m³/s
Al llegar al lugar de la Aguja, La Acequia se divide en dos ramales. Uno continua hacia los barrios del Guix y Viladordis y otro va hacia Can Font y el Poal. Los dos dan agua a una amplia zona de regadío. De La Aguja sale también una tubería enterrada de unos 2 km de longitud que lleva el agua hasta la planta potabilizadora de Manresa para después distribuirla por toda la ciudad.

## Historia
En 1335 hubo una gran sequía en el Bages. Se perdieron muchas cosechas y mucha gente pasó hambre. El año siguiente la lluvia también fue escasa, de modo que la situación de los manresanos empeoró y muchos tuvieron que emigrar.
El Consejo de la Ciudad de Manresa creyó que, para evitar estas calamidades en el futuro, la mejor solución sería llevar el agua del Llobregat mediante una acequia. Se encargó el proyecto y, una vez terminado se presentó al rey Pedro III, el cual no autorizó la construcción hasta 1339. Este mismo año empezaron las obras bajo supervisión del arquitecto barcelonés Guillem Catà.
El obispo de Vich, que era señor del término de Salle, prohibió las obras en sus tierras. Estas no se frenaron y, como castigo, el obispo excomulgó a la ciudad de Manresa, pero ni así se interrumpieron los trabajos.
Según la leyenda, el 21 de febrero de 1345 un rayo de luz procedente de Montserrat entró a la iglesia del Carmen de Manresa. Este hecho fue interpretado como una señal divina y el obispo levantó la excomunión que había impuesto hacía años su antecesor. La "Fiesta de la Misteriosa Luz" se celebra en honor a este hecho.
Las obras de la acequia se terminaron en 1383, después de algunas interrupciones motivadas por diversas calamidades que sobrevinieron en la zona. Desde entonces se han hecho pequeños trabajos de mantenimiento y se han cubierto varios tramos, pero la mayor parte del recorrido conserva la construcción original
En 1974 entró en funcionamiento el lago artificial del parque de la Aguja.
- Datos: Q46231
- Multimedia: Sèquia de Manresa / Q46231